# Ponto triplo
Em termodinâmica, o ponto triplo é um estado particular de uma substância determinado por valores de temperatura e pressão, no qual as três fases ou estados físicos da substância (sólido, líquido e gasoso) coexistem em equilíbrio.
O ponto triplo do dióxido de carbono (CO2), por exemplo, ocorre na temperatura de 216,55 K e à pressão de 517 kPa. Já o ponto triplo do mercúrio ocorre à temperatura de −38,83440 °C e à pressão de 0,2 mPa.
Além do ponto triplo entre sólido, líquido e gasoso, podem existir pontos triplos envolvendo mais de uma fase sólida, nas substâncias com polimorfismo. Em geral, para um sistema com p fases possíveis, existem {\displaystyle p={\tfrac {p!}{(p-3)!3!}}} pontos triplos.
Note que a pressão aqui referida é a pressão de vapor da substância — não a pressão total do sistema.
O ponto triplo da água é dado por definição - não por uma medição exata. É usado para definir o kelvin, a unidade de temperatura termodinâmica no Sistema Internacional de Unidades. Os pontos triplos de várias substâncias são usados para definir pontos na Escala Internacional de Temperaturas de 1990 (ITS-90), que vai desde o ponto triplo do hidrogênio (13,8033 K) até o ponto triplo da água (273,16 K, 0,01 °C ou 32,018 °F)

## Pontos triplos da água

### Ponto triplo sólido-líquido-gás
A única combinação de pressão e temperatura na qual os três estados físicos da água (sólido (gelo), gasoso (vapor) e líquido) podem coexistir em equilíbrio estável ocorre exatamente quando a temperatura é de 273,16 kelvins (0,01 °C) e a pressão é de 611,73 pascals (cerca de 0,006 bar; 0,0060373 atm). Nesse ponto, é possível mudar toda a substância para gelo, água ou vapor fazendo pequenas mudanças na temperatura e pressão.

Diagrama de fases: a linha verde pontilhada indica o comportamento anômalo da água.

O ponto triplo sólido-líquido-gás corresponde à mínima pressão na qual a água líquida pode existir. Sob pressões abaixo do ponto triplo (como no espaço sideral), o gelo, quando aquecido a uma pressão constante, converte-se diretamente em vapor de água, num processo conhecido como sublimação. Acima do ponto triplo, o gelo, quando aquecido a uma pressão constante, primeiro derrete, formando água líquida, e depois evapora ou ferve, passando ao estado gasoso (vapor).
Para a maioria das substâncias, o ponto triplo também é a mínima temperatura na qual o líquido pode existir. Para a água, porém, isto não é verdade, por causa de seu comportamento anômalo que faz com que o ponto de fusão do gelo diminua com o aumento da pressão, conforme mostra a linha verde pontilhada, no diagrama de fases (ver figura). A uma temperatura um pouco abaixo do ponto triplo (entre 251–273 K), a compressão a temperatura constante transforma o vapor de água, primeiro, em gelo I e depois em água líquida (o gelo tem uma densidade menor do que a água líquida, de modo que um aumento de pressão leva à liquefação).
Durante a missão Mariner 9, da NASA, para Marte, a pressão do ponto triplo da água foi usada como ponto de referência para o "nível do mar". Missões mais recentes utilizam altimetria a laser e medições da gravidade, em vez da pressão, para definir elevações em Marte.

### Outros pontos triplos da água em pressões mais altas

Diagram de fases da água incluindo formas altas pressões do gelo. O eixo da pressão é logarítmico.

Em altas temperaturas, a água tem um diagrama de fases complexo com quinze fases conhecidas do gelo e um número de pontos triplos, incluíndo os dez cujas coordenadas são mostradas no diagrama. Por exemplo, o ponto triplo em 251 K (-22 °C) e 210 MPa (2070 atm) corresponde às condições de coexistência do gelo Ih (gelo comum), gelo III e água líquida, todos em equilíbrio. Mas podem existir também pontos em que três fases sólidas coexistam em equilíbrio, como a 218 K e 620 MPa.

## Células do ponto triplo
Células do ponto triplo são usadas na calibração de termômetros. Para medições exatas, células de ponto triplo são geralmente preenchidas com uma substância química com alta pureza, como o hidrogênio, argônio, mercúrio ou água, dependendo da temperatura desejada. A pureza destas substâncias pode ser tal que apenas uma parte em um milhão seja um contaminante, o que significa 99,9999% puro. As células de ponto triplo são tão eficientes no alcance de temperaturas precisas e reproduzíveis que um padrão internacional de calibração de termômetros chamado ITS-90 se baseia em células de hidrogênio, neon, oxigênio, argônio, mercúrio e água para determinar seus seis pontos definidos de temperatura.

## Tabela de pontos triplos
Esta tabela lista o ponto triplo sólido-líquido-gasoso de substâncias comuns. A menos que diferentemente indicadas, as informações vieram da U.S. National Bureau of Standars (agora NIST (National Institute of Standards and Technology).
| Substância             | T [K]  | p [kPa]*      |
| ---------------------- | ------ | ------------- |
| Acetileno              | 192,4  | 120           |
| Amoníaco               | 195,40 | 6,076         |
| Argônio                | 83,81  | 68,9          |
| Arsênio                | 1090   | 3628          |
| Butano                 | 134,6  | 7 × 10−4      |
| Carbono (grafite)      | 4765   | 10132         |
| Dióxido de carbono     | 216,55 | 517           |
| Monóxido de carbono    | 68,10  | 15,37         |
| Clorofórmio            | 175,43 | 0,870         |
| Deuterio               | 18,63  | 17,1          |
| Etano                  | 89,89  | 8 × 10−4      |
| Etanol                 | 150    | 4,3 × 10−7    |
| Etileno                | 104,0  | 0,12          |
| Ácido fórmico          | 281,40 | 2,2           |
| Hélio-4 (ponto lambda) | 2,19   | 5,1           |
| Hexafluoroetano        | 173,08 | 26,60         |
| Hidrogênio             | 13,84  | 7,04          |
| Cloreto de Hidrogênio  | 158,96 | 13,9          |
| Iodo                   | 386,65 | 12,07         |
| Isobutano              | 113,55 | 1,9481 × 10−5 |
| Mercúrio               | 234,2  | 1,65 × 10−7   |
| Metano                 | 90,68  | 11,7          |
| Neon                   | 24,57  | 43,2          |
| Óxido nítrico          | 109,50 | 21,92         |
| Nitrogênio             | 63,18  | 12,6          |
| Óxido nitroso          | 182,34 | 87,85         |
| Oxigênio               | 54,36  | 0,152         |
| Paládio                | 1825   | 3,5 × 10−3    |
| Platina                | 2045   | 2,0 × 10−4    |
| Dióxido de enxofre     | 197,69 | 1,67          |
| Titânio                | 1941   | 5,3 × 10−3    |
| Hexafluoreto de urânio | 337,17 | 151,7         |
| Água                   | 273,16 | 0,6117        |
| Xenônio                | 161,3  | 81,5          |
| Zinco                  | 692,65 | 0,065         |

 * Nota: Para fins de comparação, a pressão atmosférica típica é 101,325 kPa (1 atm).